# Kanadensisk bisonbuske
Kanadensisk bisonbuske (Shepherdia canadensis) är en havtornsväxtart som först beskrevs av Carl von Linné, och fick sitt nu gällande namn av Thomas Nuttall. Shepherdia canadensis ingår i släktet Shepherdia (bisonbusksläktet) och familjen havtornsväxter. Inga underarter finns listade i Catalogue of Life.

## Bildgalleri

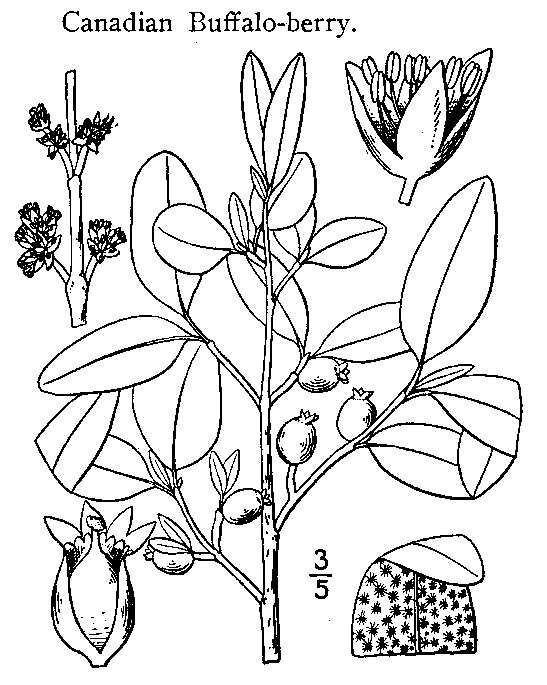
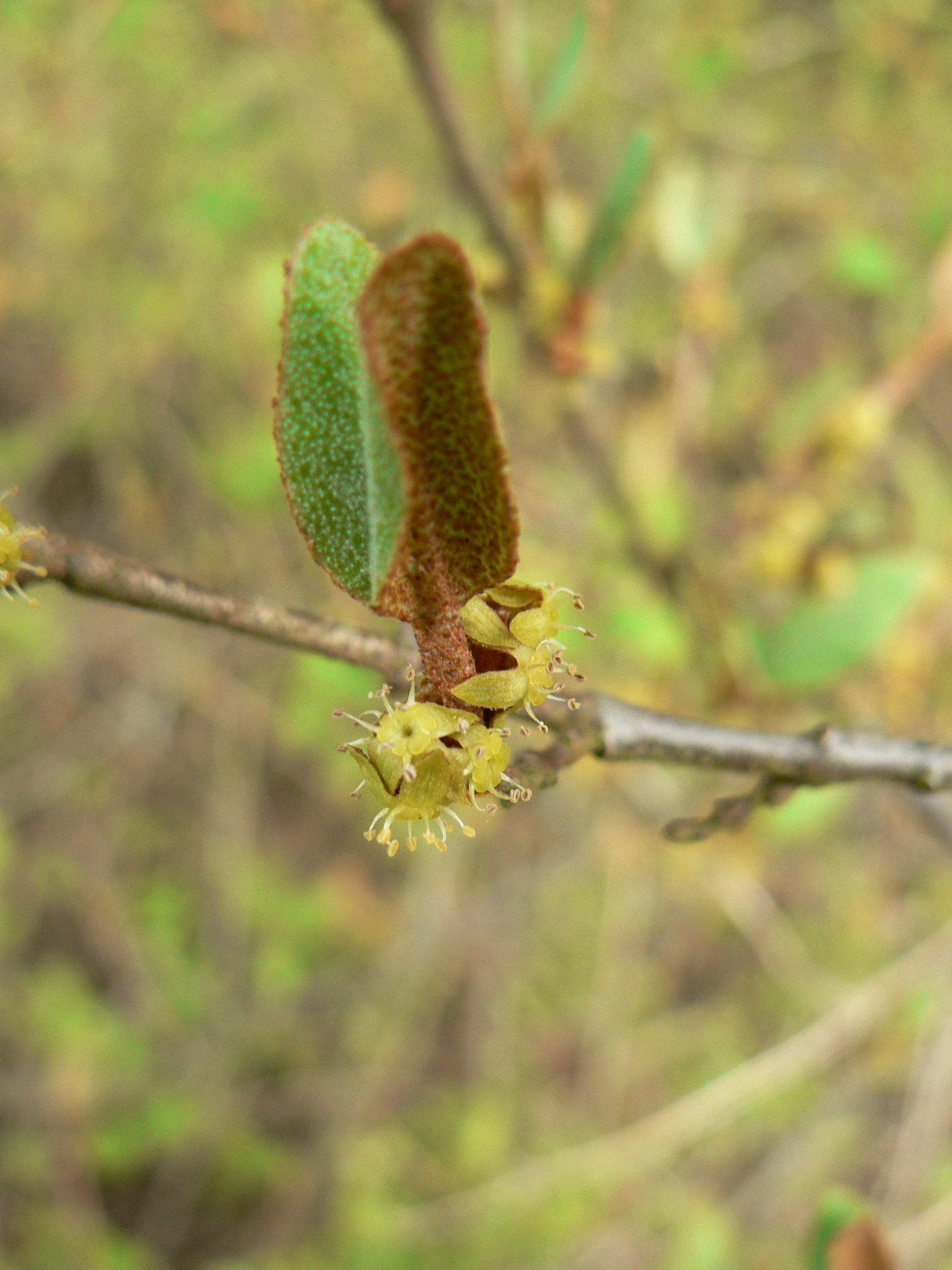
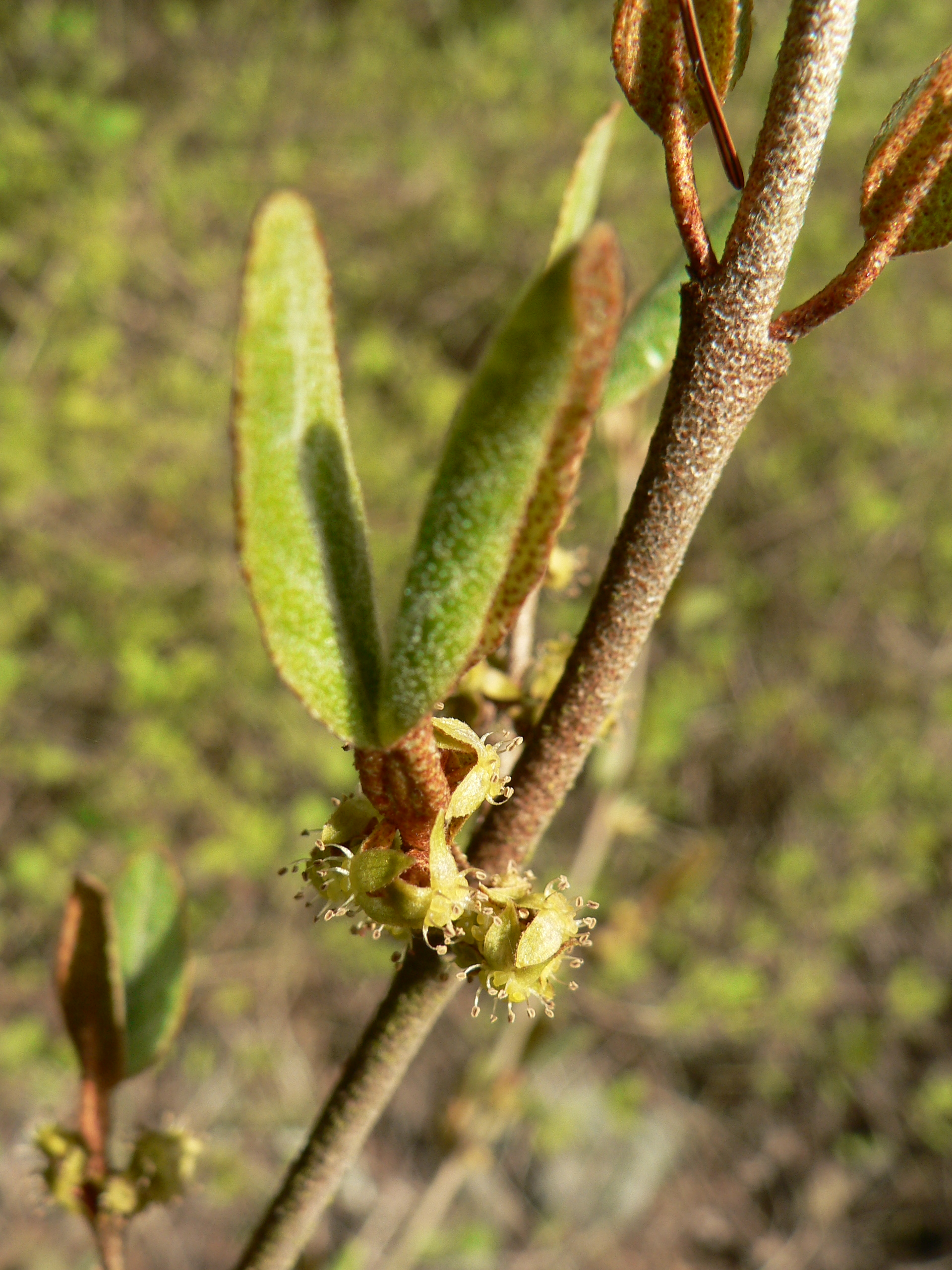
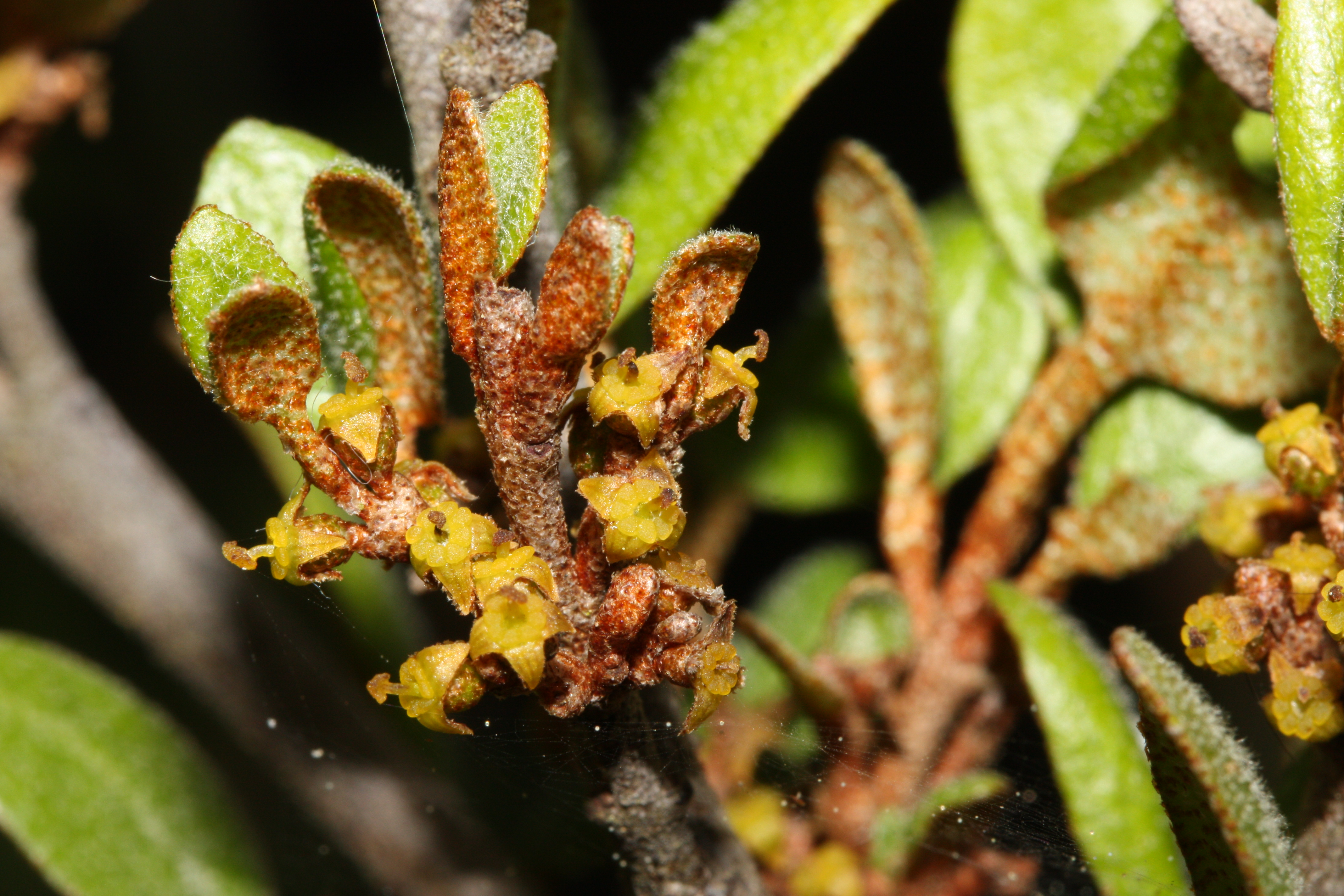
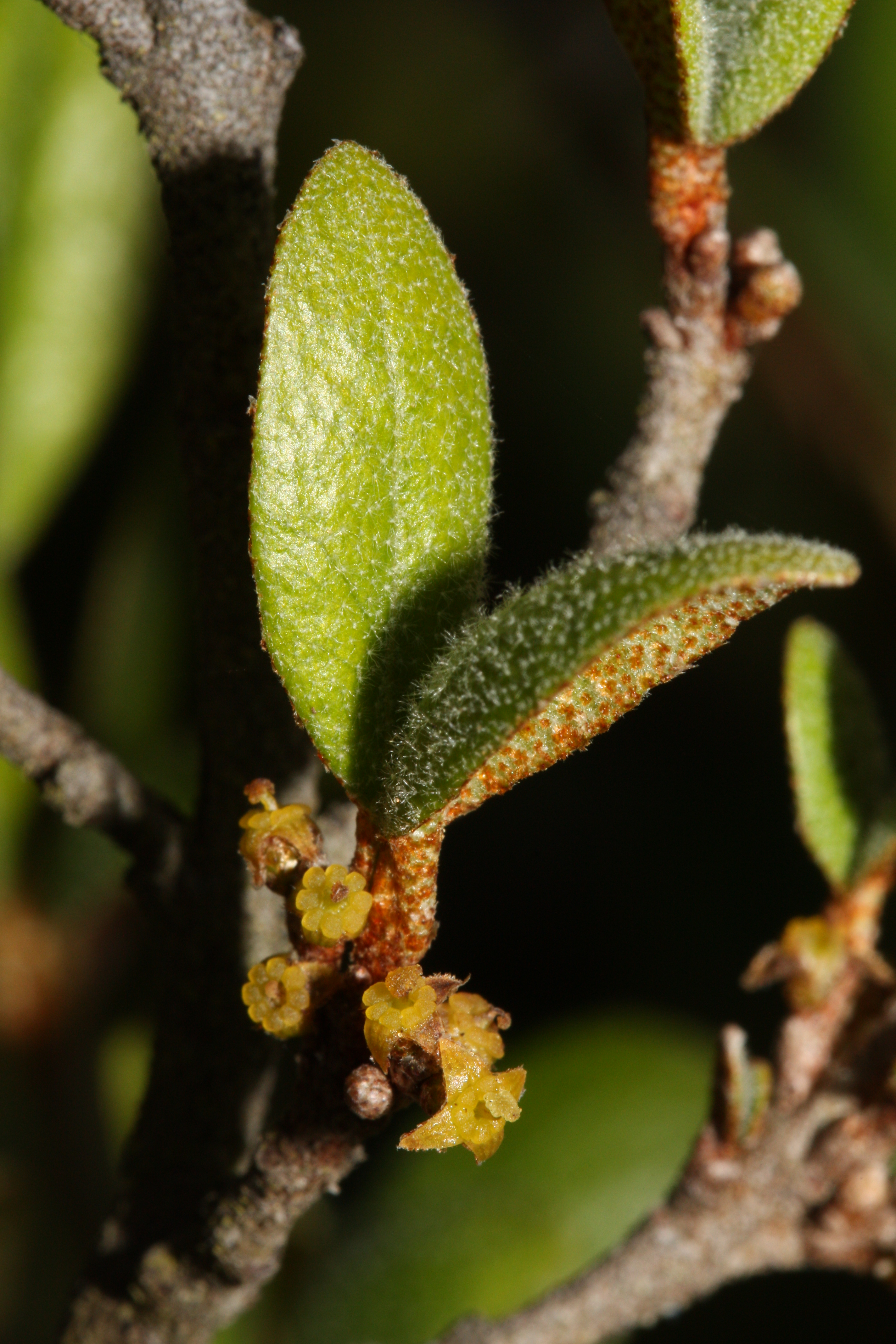
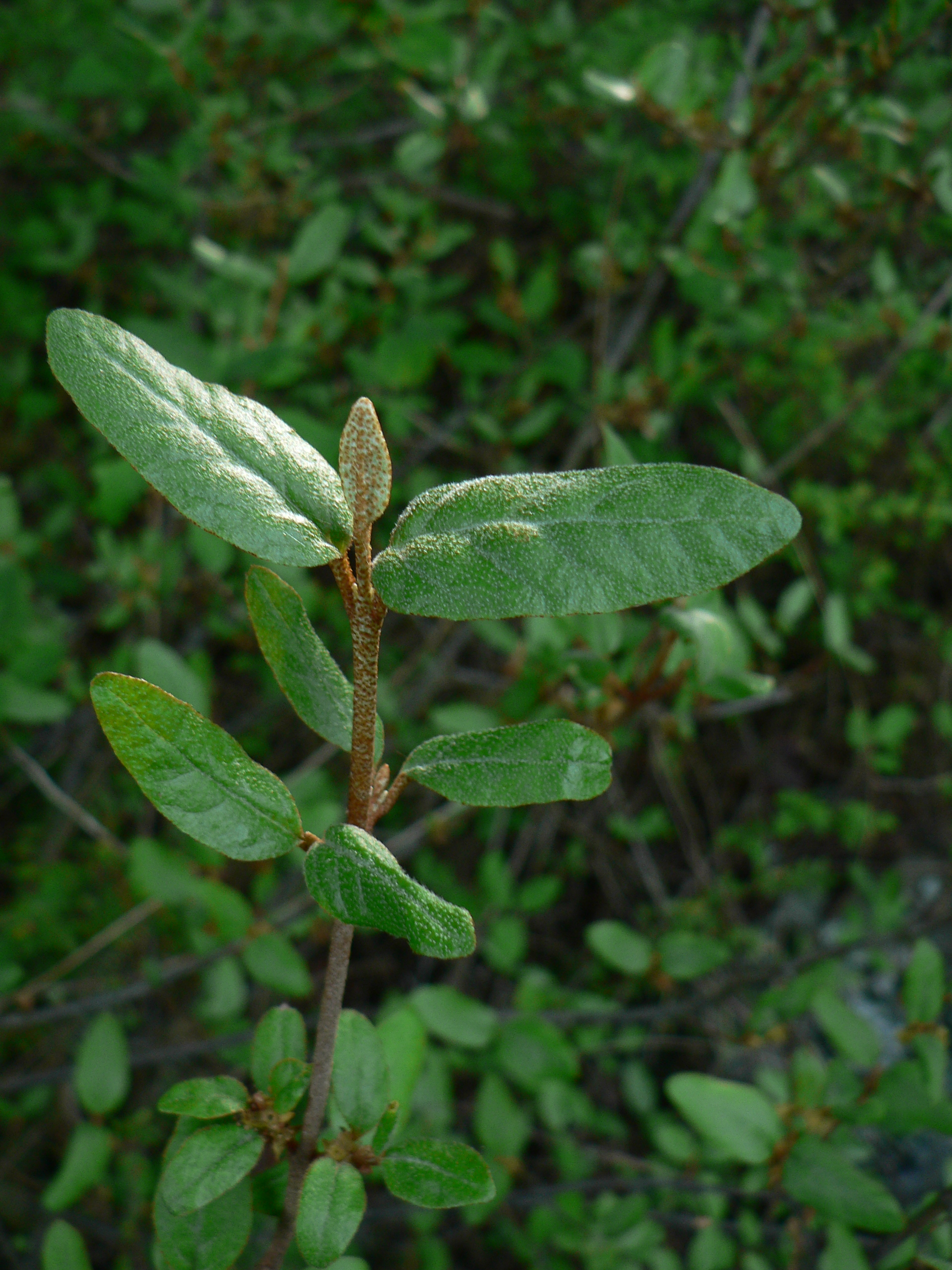